# گروه عملیات‌های نیزه
گروه عملیات‌های نیزه (به انگلیسی Spear Operations Group) یک شرکت خصوصی نظامی در دلاویر آمریکا است که توسط یک نظامی اسراییلی به نام آبراهام گولان تأسیس شده‌است. این گروه پیمانکار قتلِ افراد زیادی از جمله شهروندان عادی، رهبران مذهبی و اجتماعی در یمن بود که از جانب امارات عربی متحده برای جنایت سازماندهی شده استخدام شده بود. برخی معتقدند اعمال این گروه جنایت جنگی مطابق عهدنامه ۱۹۹۶ است.